# 瓦德迈达尼
瓦德迈达尼（阿拉伯语：‎）位于苏丹东部青尼罗河畔，是杰济拉省的首府，人口约22万（1993年）。